# Godzilla contro Biollante
Godzilla contro Biollante (ゴジラVSビオランテ?, Gojira tai Biorante) è un film del 1989 diretto da Kazuki Ōmori e scritto da Shinichirō Kobayashi. Si tratta del diciassettesimo film della serie dedicata a Godzilla, prodotto dalla Toho, ed è il sequel diretto di Il ritorno di Godzilla (1984). Distribuito in America nel 1992, in Italia è rimasto inedito fino alla pubblicazione in videocassetta da parte della Yamato Video.
La trama del film nacque da un concorso pubblico di scrittura creativa e stabilì una tendenza ricorrente nei film di Godzilla della serie Heisei: lo scontro tra Godzilla e una creatura capace di mutare aspetto e aumentare la propria forza. La pellicola non ebbe successo ai botteghini giapponesi, costringendo la Toho a cambiare il tono dei film successivi, passando da uno caratteristico della fantascienza realistica a uno più adatto a un pubblico giovanile, con mostri iconici dei film precedenti.

## Trama
(Kazuhito Kirishima)
1985  : Godzilla, dopo il suo secondo raid su Tokyo, viene intrappolato nel vulcano Mihara  . Nelle macerie di Shinjuku, un gruppo di agenti della Biomajor, un colosso americano dell'ingegneria genetica, rinviene delle cellule del Re dei Mostri. Dopo un rapido scontro con le forze giapponesi, gli uomini vengono inaspettatamente freddati da una misteriosa spia che lavora per il governo di Saradia, un fittizio stato del Medioriente.
Dopo aver sottratto il contenitore delle cellule di Godzilla, l'agente segreto ritorna nel suo paese, dove le cellule vengono inviate al dottor Shirigami, un giapponese che vive con la figlia adolescente Erika. Durante una discussione con il direttore dello stabilimento di genetica, le bombe con cui gli agenti della Biomajor avevano preventivamente minato il contenitore esplodono, distruggendo il laboratorio. Nell'esplosione perde la vita anche Erika. Shirigami, convinto che la figlia si sia reincarnata in una rosa che si trovava accanto al suo corpo, conserverà gelosamente il prezioso fiore e farà ritorno in Giappone.
Cinque anni dopo, il dottore ha instaurato un rapporto di amicizia con la direttrice del centro di sfruttamento dei poteri mentali, Asuka Okochi, e con Miki Saegusa, una ragazza diciassettenne dotata di poteri extrasensoriali (i cui genitori, secondo l'adattamento manga del film, sono morti nel 1985 per mano di Godzilla). Shirigami, per trovare conferma alla sua convinzione, chiede a Miki di analizzare il campo psichico della rosa. All'inizio, la ragazza non riesce a percepire nulla, ma prima di andarsene con Asuka riesce a sentire una persona che grida il nome del professore. I tre sono spiati da due agenti della Biomajor che osservano ogni loro movimento.
Il padre di Asuka è il direttore della fondazione di ingegneria genetica Okochi, e Kirishima,Il fidanzato di Asuka è in netto disaccordo con lui, cosa che viene rivelata durante una cena tra i due. Contemporaneamente a una serie di scosse sul monte Mihara, Miki, insieme a vari bambini dello Psionic Center, sogna un probabile ritorno di Godzilla. Dopo aver contattato il colonnello Gondo, chiamato a supervisionare il vulcano, Miki si reca in elicottero sulla cima del monte, dove scopre che Godzilla è ancora vivo e vegeto nel magma.
Gondo, insieme al colonnello Sho Kuroki, apprende da Kirishima dell'esistenza di un batterio in grado di annullare gli effetti delle reazioni nucleari, che potrebbe essere usato come arma contro Godzilla. I tre propongono a Shiragami di studiare altre cellule G, ritrovate da Okochi, per potenziare il batterio ancora instabile, ma il dottore rifiuta categoricamente, attribuendo la causa alla morte della figlia. Kirishima e il futuro suocero comprendono però che la Biomajor farebbe di tutto per impossessarsi del batterio. Mentre i due discutono, una scossa di terremoto provoca la distruzione della serra dove risiede la rosa che contiene l'anima di Erika, che rimane gravemente danneggiata; nel frattempo, il monte Mihara ricomincia a dare segni di attività.
Shiragami, conoscendo i poteri autorigeneranti di Godzilla, accetta di collaborare con Okochi e richiede il trasferimento delle Cellule G nel suo laboratorio. Materializza le paure di Kirishima fondendo le cellule della rosa con quelle di Godzilla. Durante una discussione tra Shiragami, Okochi e Kirishima, la rosa inizia a crescere a vista d'occhio.
Kuroki, dopo aver rilevato insieme a Gondo segnali di attività nel vulcano, decide di rivelare ai media l'esistenza del Super X-2, una fregata volante e sottomarina successore del Super X, distrutto da Godzilla ma rivelatosi efficace, dotata di un grande diamante artificiale in grado di riflettere il raggio radioattivo di Godzilla. Durante la notte, due agenti della Biomajor si introducono nel laboratorio per rubare il batterio e vengono affrontati dalla stessa spia saradiana di cinque anni prima. Durante lo scontro, i grandi tentacoli verdi uccidono i due americani e l'agente mediorientale viene lasciato in fin di vita.
La mattina seguente, Kirishima e Shiragami ritrovano il laboratorio completamente devastato e un grande foro nella parete. Miki ha un incubo e disegna una mostruosa rosa che aveva visto in sogno. Gli esponenti della Fondazione Okochi ricevono una lettera minatoria da parte della Biomajor, che afferma di aver posizionato delle bombe sul vulcano e che la scossa del giorno precedente fosse stata un avvertimento, minacciando di liberare Godzilla se la Fondazione non rinunciasse al batterio antinucleare. Nei pressi del lago Ashimoto si manifesta l'entità vista nel sogno da Miki, che accorre insieme ad Asuka, Kirishima e Shiragami sulle rive del lago. Okochi decide di accettare le proposte della Biomajor e invia per lo scambio Kirishima e Gondo, che incontrano l'agente con cui devono effettuare lo scambio a bordo di un camion camuffato. Mentre l'americano conduce i due all'interno del camion, ricompare l'agente saradiano che uccide l'uomo della Biomajor e ruba il batterio
All'interno del camion, i due amici non riescono a interrompere il timer, facendo esplodere la cima del vulcano e liberando Godzilla. Tornato in mare, il Re dei Mostri elude facilmente gli attacchi della marina e viene dunque affrontato dal Super X-2, guidato con un comando remoto da Kuroki. Dopo un primo momento di successo, lo specchio reflex (questo è il nome del diamante artificiale) comincia a sciogliersi, costringendo la nave a una veloce ritirata. Tutti i voli vengono bloccati, ostacolando i piani del governo saradiano di esportare le cellule.
Miki, in contatto telepatico con Biollante (nome dato al mostro da Shiragami, ricordando una divinità nordica), scopre che la creatura sta chiamando Godzilla. Stando alle parole di Shiragami, Godzilla e Biollante "sono nati dalle stesse cellule: due esseri uguali. Non fratello e sorella: sono la stessa creatura." Godzilla si incontra con Biollante e la affronta in un duro duello. Alla fine, Biollante perde i suoi petali e viene ridotta ad un ammasso di particelle luminescenti. Godzilla intanto continua la sua marcia verso Osaka. Nel frattempo, Miki ed Asuka atterrano su una piattaforma petrolifera. Godzilla attacca lo stabilimento, ma Miki, affrontando la sua più grande paura, convince Godzilla a non attaccare la piattaforma, ma sviene prima che possa arrestare il suo cammino.
Osaka viene evacuata e Gondo insieme a Kirishima riescono a recuperare il batterio. Mentre Godzilla provoca ingenti alla grande metropoli una squadra, tra cui c'è lo stesso Gondo, viene scelta per iniettare il batterio all'interno del corpo del mostro. Grazie al sacrificio del Super X-2, Gondo e la sua squadra riescono a lanciare, mediante dei bazooka, dei missili che inseriscono il batterio nella circolazione del mostro. Godzilla, che pare non disturbato, uccide Gondo e continua la sua opera di distruzione. Kuroki, osservando dei blocchi di ghiaccio utilizzati per il condizionamento dell'ospedale dove è ricoverata Miki, ritiene che il batterio non si sia diffuso all'interno del corpo di Godzilla poiché questo è un rettile, e come tale è a sangue freddo. Viene deciso quindi di usare il sistema TC6000: lo stabilimento di questo progetto è composto da varie piattaforme emittenti microonde in grado di innalzare la temperatura corporea di Godzilla. Godzilla, dopo essere stato colpito dalle microonde, comincia a mostrare i sintomi dell'effetto del batterio.
Miki, ritornata in sé, rivela agli amici che Biollante è ancora viva, e si trova al momento in orbita. Godzilla, ritornato al lago Ashimoto, vede ritornare dallo spazio Biollante, ora dotata di tentacoli con bocche acuminate e delle gigantesche fauci in grado di spruzzare un potente acido. Godzilla pare soccombere a Biollante, che lo ferisce gravemente, ma raccolte tutte le sue forze riesce quasi a polverizzare l'avversario con un potentissimo getto di alito atomico. Ad un certo punto Godzilla sembra perdere la voglia di lottare, barcolla e cade in mare. Okochi, che osserva la scena insieme a Shirigami, chiede al dottore di continuare a lavorare per lui. Shirigami risponde con una frase tanto breve quanto significativa: "Godzilla e Biollante non sono mostri: lo sono gli scienziati senza scrupoli che li hanno creati." I resti di Biollante, mentre tornano nello spazio, ricompongono il viso di Erika.
L'ultimo messaggio della ragazza per il padre, prima di andare nell'aldilà, viene captato unicamente da Miki: "grazie."
Shiragami riesce ad articolare solo il nome della figlia, prima di venire ucciso dalla spia di Saradia. Kirishima insegue l'avversario fino allo stabilimento TC6000. Prima che l'agente possa ucciderlo, però, Kuroki attiva la piattaforma di microonde dove si trova la spia, polverizzandola totalmente. Intanto Godzilla riemerge dall'acqua: la bassa temperatura del mare lo ha guarito dal batterio. Il re dei mostri si allontana, Kirishima ed Asuka partono per Boston, Kuroki dà l'ultimo addio a Shirigami e Miki saluta Erika, che finalmente si potrà riunire con il padre.

## Produzione

### Pre-produzione
Tomoyuki Tanaka annunciò un sequel di Il ritorno di Godzilla nel 1985, ma fu scettico riguardo alle sue possibilità di successo, siccome il film fu di scarso profitto per Toho, e il fallimento di King Kong 2 lo convinse che il pubblico non fu ancora pronto per una continuazione della serie di Godzilla. Cambiò idea dopo il successo di La piccola bottega degli orrori, e cominciò un concorso pubblico per un possibile copione. Considerando il fallimento finanziario di Il ritorno di Godzilla, Tanaka insistette che il sequel avrebbe dovuto seguire una classica narrativa di mostro contro mostro. I cinque abozzi finali furono consegnati al regista Kazuki Ōmori, malgrado il risentimento che quest'ultimo aveva per Tanaka, tenendolo responsabile per il decremento di qualità nella serie durante gli anni settanta. Il vincitore fu il dentista Shinichiro Kobayashi, che scrisse la sua storia tenendo in mente la morte ipotetica di sua figlia.
La consegna di Kobayashi fu notevole per la sua enfasi sui dilemmi riguardo alla biotecnologia piuttosto che dell'energia nucleare, e narrava d'uno scienziato in lutto per sua figlia, la cui anima viene tenuta in vita quando suo padre combina i suoi geni con quelli di una rosa. Gli sperimenti iniziali avrebbero risultato nella creazione d'un enorme ratto amfibio chiamato Deutalios, che sarebbe stato ucciso da Godzilla nella baia di Tokyo. Una giornalista avrebbe sofferto di visioni di fiori con facce umane pregandola di infiltrare il laboratorio dello scienziato. Lo scienziato avrebbe poi confessato le sue intenzione, e il finale avrebbe mostrato Godzilla sconfitto da un Biollante dai tratti umani.
Ōmori modificò il copione durante un periodo di tre anni, utilizzando le sue qualifiche da biologo per creare una trama plausibile riguardo all'ingegneria genetica e alla botanica. Per mantenere il messaggio anti-nucleare del film precedente, collegò l'origine di Biollante con le cellule di Godzilla, e rimpiazzo la giornalista del copione di Kobayashi con la psichica Miki Saegusa. Confessò che avrebbe preferito girare un film di James Bond, così aggiunse elementi del genere spionaggio nella trama. Al contrario dei film seguenti, che furono gestiti dai comitati di Toho, Ōmori fu dato mano libera nel girare il film, una decisione che fu poi giudicata sbagliata, considerando il fatto che il prodotto finale aveva un publico molto ristretto.

### Effetti speciali
Koichi Kawakita rimpiazzò Teruyoshi Nakano come direttore degli effetti speciali dopo il suo successo nel film Gunhed. Inizialmente, Kawakita intendeva ridisegnare Godzilla come una creatura più animalesca, traendo ispirazione dai coccodrilli, ma fu rimproverato da Tanaka, che dichiarò che Godzilla era mostro, e non un animale. Kenpachiro Satsuma tornò nei panni di Godzilla, sperando di migliorare la sua raffigurazione, rendendolo meno antropomorfo. Al contrario del film precedente, il costume di Godzilla fabbricato da Noboyuki Yasamaru fu creato alla misura di Satsuma. Il costume, che pesava 110 chili, era più comodo di quello precedente, avendo un centro di gravità più basso e gambe più agili. Un secondo costume, pesante 80 chili, fu fabbricato per le scene subacquee. In contrasto al costume precedente, la testo fu ridotta e i bianchi intorno agli occhi furono tolti. Un elemento del suo disegno suggerito da Shinichiro Kobayashi fu di dare a Godzilla una doppia fila di denti come uno squalo. Come nel film precedente, modelli animatronici furono utilizzati per le riprese ravvicinate. Questi modelli erano un miglioramento su quelli usati in Il ritorno di Godzilla, siccome furono creati con gli stessi stampi usati per il costume, e includevano una lingua articolata e occhi mobili. Le spine dorsali del costume furono riempite con lampadine per le scene quando Godzilla usava il suo raggio atomico, così diminuendo la dipendenza agli effetti ottici (le lampadine però folgorarono Satsuma quando furono accesi la prima volta). Satsuma fu obbligato a portare occhialini protettivi durante le riprese in cui Godzilla lotta contro l'esercito, siccome furono usati esplosivi veri.
Costruire le marionette di Biollante fu problematico, e il modello per la forma finale del mostro fu ricevuto con incredulità da parte del team di Kawakita. La prima forma di Biollante fu raffigurato da Masao Takegami, che si accovacciò nella porzione centrale del modello su una piattaforma sopra l'acqua. Mentre i movimenti della testa erano semplici d'operare, Kenpachiro Satsuma, nei panni di Godzilla, trovò difficile a reagire ai colpi delle liane del mostro, siccome non offrivano alcuna tensione, quindi fu necessario fingere di ricevere colpi da essi, anche se non poteva percepirli. L'artista Shinji Nishikawa inizialmente disegnò la forma finale di Biollante con una testa simile a un fiore con quattro mandibole a forma di petali, ma i produttori del film insistettero che avesse un cranio più simile a quello d'un rettile. La forma finale del mostro si dimostrò ancora più difficile d'adoperare della prima, siccome le sue liane richiedevano ore di preparazione per la scena di combattimento, e servivano 32 fili per muoverle, più del necessario per King Ghidorah nel film seguente. C'era scarsa visibilità nel costume del Biollante finale, così rendendo difficile per Takegami il mirare la testa del mostro nelle scene in cui vomitava resina, una sostanza che macchiava permanentemente qualsiasi oggetto su cui atterrava.
Inizialmente, fu proposto di usare la tecnica passo uno per certe scene, ma queste furono scartate quando Kawakita si accorse che non fondevano bene con le scene dal vivo. Il film però fu il primo del suo genere a far uso del CGI, sebbene il suo uso fu limitato a scene mostranti schematiche generate sui computer. La versione originale del film mostrava le spore di Biollante, dopo la sua prima sconfitta, cadendo attorno alle colline del lago di Ashi e sfiorandole, ma la scena fu tagliata, siccome i fiori si dimostrarono sproporzionati in confronto a Godzilla.

### Colonna sonora
Al contrario del film precedente, Godzilla contro Biollante include vari temi composti da Akira Ifukube, sebbene la maggior parte della musica consiste in brani originali composti da Koichi Sugiyama. La colonna sonora fu orchestrata dal direttore David Howell con la filarmonica di Kansai, benché Howell stesso non aveva mai visto il film, e fu così costretto ad interpretare cosa sarebbe successo nelle varie scene per cui guidava l'orchestra.